# آفتونبلادت
آفتونبلادت (به سوئدی: Aftonbladet) (روزنامه‌ی عصر یا عصرنامه) یک روزنامهٔ سوئدی است که در ۱۸۳۰ میلادی، توسط لارس یوهان هیرتا تأسیس شد.
این روزنامه به زبان سوئدی و در در صفحات کوچک منتشر می‌شود.

## افشای قاچاق اعضای بدن در اسرائیل
این روزنامه در گزارشی، به قاچاق بدنِ درگذشتگان در یک مؤسسهٔ پزشکی قانونی در اسرائیل پرداخت. این گزارش جنجال وسیعی را برانگیخت، اما پس از چندی تأیید شد.